# A Northern Soul
Az 1995-ös A Northern Soul a The Verve második nagylemeze. Szerepel az 1001 lemez, amit hallanod kell, mielőtt meghalsz című könyvben.

## Az album dalai
|     | Cím                  | Hossz |
| --- | -------------------- | ----- |
| 1.  | A New Decade         | 4:11  |
| 2.  | This Is Music        | 3:35  |
| 3.  | On Your Own          | 3:33  |
| 4.  | So It Goes           | 6:11  |
| 5.  | A Northern Soul      | 6:32  |
| 6.  | Brainstorm Interlude | 5:11  |
| 7.  | Drive You Home       | 6:41  |
| 8.  | History              | 5:26  |
| 9.  | No Knock on My Door  | 5:11  |
| 10. | Life’s an Ocean      | 5:43  |
| 11. | Stormy Clouds        | 5:34  |
| 12. | (Reprise)            | 6:11  |

## Közreműködők
- Richard Ashcroft – ének, akusztikus gitár (On Your Own, History, Stormy Clouds), ütőhangszerek (History, Life's an Ocean), elektromos zongora (No Knock on My Door)
- Nick McCabe – elektromos gitár, zongora (On Your Own, Stormy Clouds), tizenkét húros gitár (On Your Own), akusztikus gitár (So It Goes, Stormy Clouds), Hammond orgona (So It Goes), Moog szintetizátor (Stormy Clouds)
- Simon Jones – basszusgitár, háttérvokál, ütőhangszerek (A New Decade"), billentyűk (A Northern Soul), tizenkét húros akusztikus gitár (History)
- Peter Salisbury – dob, ütőhangszerek
- Owen Morris – Hammond orgona (Brainstorm Interlude), szintetizált vonósok (History)
- Producer: Owen Morris és a The Verve
- Mark Lee: stúdióasszisztens
- Mastering: Jack Adams
- Borítóterv, design és művészeti vezető: Brian Cannon
- Fényképek: Michael Spencer Jones, kivéve: The Verve a buszon (Scarlet Page) és a The Verve a kávézóban (Mary Scanlon)

## Fordítás
Ez a szócikk részben vagy egészben az A Northern Soul című angol Wikipédia-szócikk ezen változatának fordításán alapul.  Az eredeti cikk szerkesztőit annak laptörténete sorolja fel. Ez a jelzés csupán a megfogalmazás eredetét és a szerzői jogokat jelzi, nem szolgál a cikkben szereplő információk forrásmegjelöléseként.